# واتاتسومی
واتاتسومی (به ژاپنی: 海神, 綿津見 Watatsumi) یک کامی، اژدهای ژاپنی و ایزد آب در اسطوره‌شناسی ژاپنی است. اعتقاد بر این است که «واتاتسومی نو کامی» (大 綿 津 見 神، "خدای بزرگ دریا") نام دیگری برای خدای دریا، ریوجین (龍神 خدای اژدها) و همچنین نام دیگر «واتاتسومی سانجین» (綿 津 見 三 神 سه خدای واتاتسومی) است. سه خدای واتاتسومی، به ترتیب بر دریاهای بالا، میانه و پایین حکمرانی می‌کنند و زمانی ایجاد شده‌اند که ایزاناگی پس از بازگشت از یومی، دنیای مردگان در حال شستن خود بود.

## نام
اولین منابع مکتوب زبان ژاپنی باستان نام خدای دریا را به روشی متنوع رونویسی کرده است. کوجیکی آن را به صورت معنایی به صورت 海神 «خدای دریا» می‌نویسد و آن را با آوای مان‌یوگانا (طرز نوشتن کلمات در ژاپنی) به صورت «واتا-تسو-می» 綿津見 به معنی «دیدن بندر پنبه» رونویسی کرده است.

## او-واتاتسومی
نسخه کوجیکی از افسانه خلقت ژاپنی با افتخار به واتاتسومی 海神 با نام او-واتاتسومی کامی 大 綿 津 見 神 اشاره دارد به معنی «خدای بزرگ واتاتسومی». این نام را با خدای کوهستان به نام اویاماتسومی 大 山 مقایسه کنید. خواهر و برادر جهان آفرین، ایزاناگی و ایزانامی ابتدا جزایر ژاپن (کونیئومی) و سپس خدایان (کامیئومی) را به دنیا می‌آورند.
در دو زمینه نیهون‌گی در افسانه‌های مربوط به امپراتور کیکو و امپراتور جینمو به واتاتسومی اشاره شده است. اول، امپراتور کیکو با عبور آب‌های روان «هاشیریمیزو» ولایت کازوسا و ولایت ساگامی روبرو می‌شود. این مصیبت به واتاتسومی «خدای دریا» نسبت داده می‌شود و از طریق هبه انسان جبران می‌شود.
دوم، در شجره‌نامه امپراتور جینمو ادعا می‌شود که از الهه تویوتاما-هیمه، همسر هوری مادربزرگ وی و دختر واتاتسومی است.

## معبدها

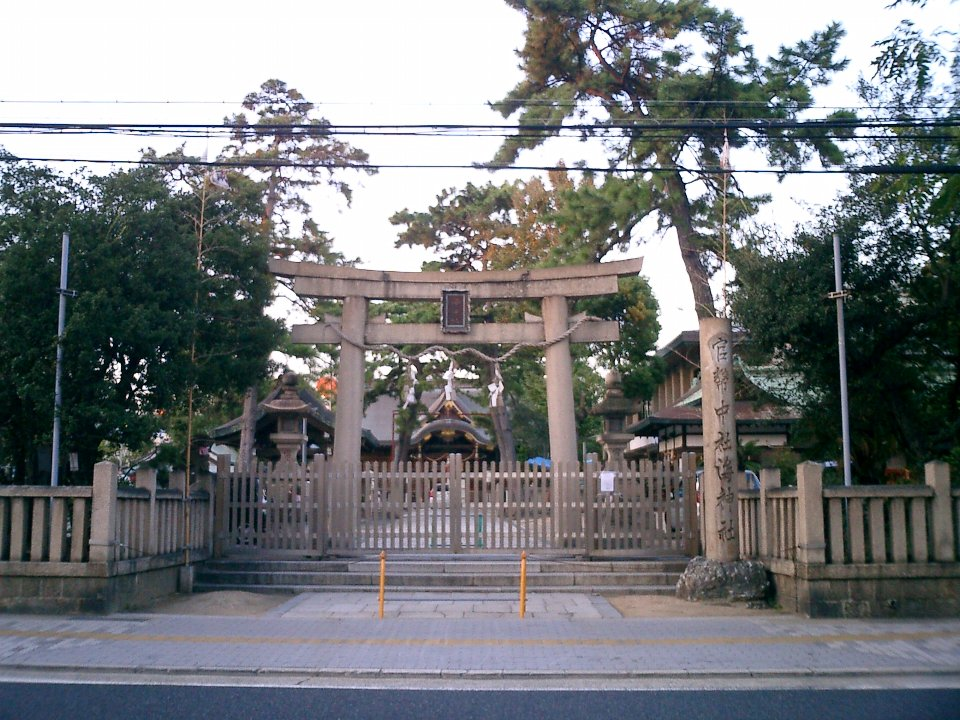
معبد واتاتسومی در تارومی-کو، کوبه

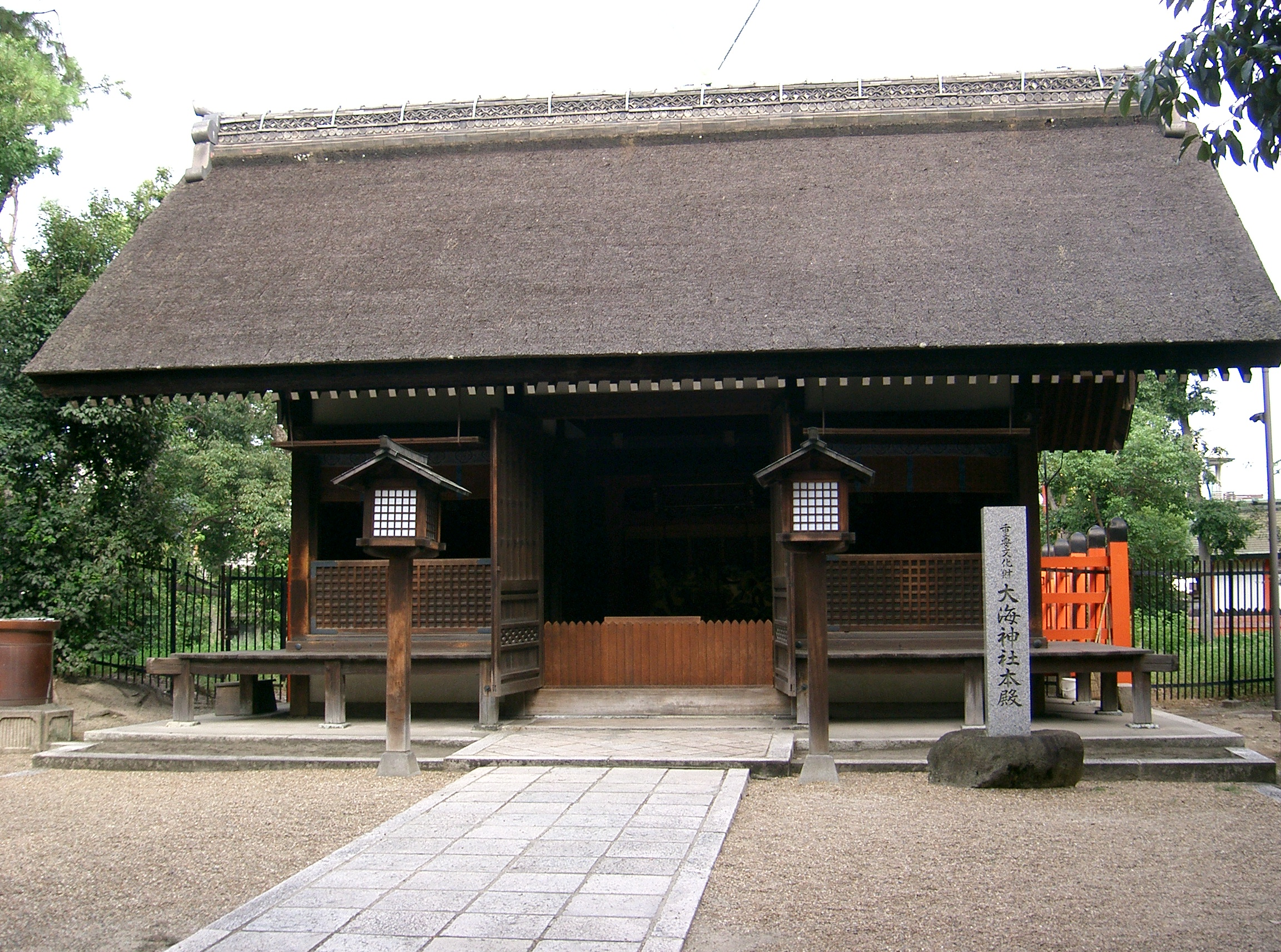
معبد واتاتسومی در اوساکا

زیارتگاه‌های بسیاری از معبدهای شینتویی به خدای دریا واتاتسومی اختصاص داده شده است. برخی از نمونه‌ها شامل «اوواتاتسومی جینجا» یا «دایکا جینجا» (大海神社) در سومی‌یوشی، اوساکا (مرتبط با زیارتگاه تایشا در تارومی-کو، کوبه)، و (綿都美神社) «واتاتسومی جینجا» در کوکورامینامی-کو، کیتاکیوشو است.